# Friedrich Wilhelm III. (Schleswig-Holstein-Sonderburg-Beck)

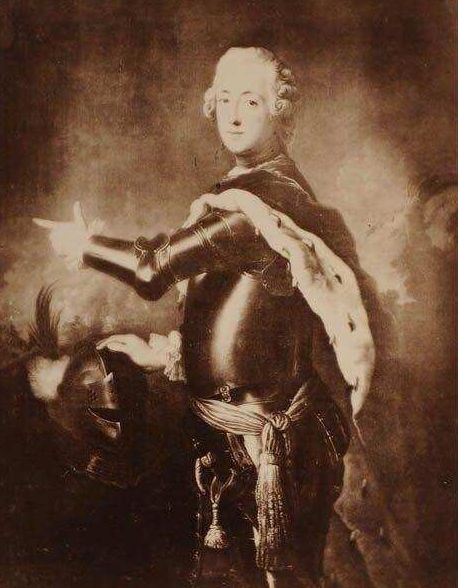
Friedrich Wilhelm III., Herzog von Schleswig-Holstein-Sonderburg-Beck

Friedrich Wilhelm III. von Schleswig-Holstein-Sonderburg-Beck (* 4. November 1723; † 6. Mai 1757 in der Schlacht bei Prag) war Herzog von Schleswig-Holstein-Sonderburg-Beck und preußischer Oberst, zudem Amtshauptmann von Brandenburg an der Havel und Träger des Roten Adlerordens.

## Leben
Er war der Sohn von Friedrich Wilhelm II. von Schleswig-Holstein-Sonderburg-Beck und dessen Frau Gräfin Ursula Anna von Dohna-Schlobitten (* 31. Dezember 1700; † 17. März 1761). Er erbte nach dem Tod seines Vaters den Titel Herzog von Schleswig-Holstein-Sonderburg-Beck.
Er war Oberst der preußischen Armee und Kommandeur des Füsilier-Regiments Nr. 46 (Alt-Württemberg). Er fiel 1757 in der Schlacht bei Prag.
Sein Erbe war Karl Ludwig von Schleswig-Holstein-Sonderburg-Beck, da er nie verheiratet war und keine Nachkommen hatte.